# Senato (Saint Lucia)
Il Senato (Senate) è la camera alta del Parlamento di Saint Lucia.

## Composizione
Il Senato è composto da 11 senatori nominati dal Governatore generale, tra cui:
- 6 su indicazione del Primo ministro
- 3 su indicazione del capo dell'opposizione
- 2 dopo consultazione con i rappresentanti o associazioni religiose, economiche e sociali in cui il governatore generale ritiene che i senatori dovrebbero essere nominati.

## Mandato e nomina
Il mandato da senatore ha una durata di 5 anni. Per la nomina  a senatore, che avviene da parte del Governatore generale, è necessario:
- avere almeno 21 anni
- essere un cittadino del Commonwealth britannico
- risiedere a Saint Lucia da almeno 5 anni prima della nomina

Non può essere invece nominato colui che ha:
- giurato fedeltà ad uno Stato estero
- dichiarato bancarotta
- una malattia mentale
- a carico la pena di morte
- scontato una reclusione superiore ad un anno

Risultano invece non nominabili per incompatibilità:
- i funzionari pubblici
- i ministri

I ministri e i segretari parlamentari possono essere scelti tra i senatori (a posteriori però) e tra i membri della Camera dell'Assemblea.

## Presidenza
Il Senato elegge un proprio organo di Presidenza, a cui fa capo il Presidente del Senato.
- Il Presidente attuale è Andy Daniel;
- La Vicepresidente attuale è Mauricia Thomas-Francis.

Né il presidente né il vicepresidente delle Assemblee parlamentari devono, secondo la prassi, essere membri del governo.